# Comité National Olympique Equato-Guinéen
Das Comité National Olympique Equato-Guinéen (span: Comité Olímpico de Guinea Ecuatorial; franz: Comité Olympique de Guinée Équatoriale; Portugiesisch: Comité Olímpico da Guiné Equatorial) (IOC-Code: GEQ) ist das Nationale Olympische Komitee Äquatorialguineas.

## Geschichte
Das NOK wurde 1980 gegründet und 1984 vom Internationalen Olympischen Komitee anerkannt. Ihren Hauptsitz hat die Organisation in der ivorischen Hauptstadt Malabo.